# Орден Исмоили Сомони
Орден Исмоили Сомони (тадж. Ордени Исмоили Сомонӣ) — государственная награда Республики Таджикистан.

## История

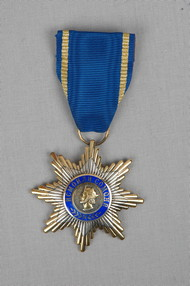
Знак ордена до орденской реформы

Орден назван в честь основателя централизованного таджикского государства Исмаила Самани.

## Статут
Орденом Исмоили Сомони награждаются государственные и общественные деятели, деятели науки и культуры и другие граждане Республики Таджикистан за высокие достижения в труде, за значительный вклад в деле государственного строительства, большие успехи в военной службе, социально-культурной, общественной и благотворительной деятельности.
Орденом Исмоили Сомони I степени награждаются:
- главы государств, правительств и парламентов иностранных государств;
- министры, послы и главы ведомств иностранных государств;
- главы представительств региональных и других международных организаций;
- главы органов законодательной, исполнительной и судебной власти Республики Таджикистан;
- лица, занимающие государственные должности государственной власти, правовой статус которых определяется Конституцией Республики Таджикистан, конституционными и иными законами Республики Таджикистан;
- лица, занимающие высшие, главные и ведущие государственные должности государственной службы в Республике Таджикистан, которые, как правило, награждены орденом Ситораи Президенти Точикистон II степени или орденом Зарринточ II степени, или орденом Исмоили Сомони II степени;
- другие граждане Республики Таджикистан за новые заслуги, которые награждены орденом Ситораи Президенти Точикистон II степени или орденом Зарринточ II степени, или орденом Исмоили Сомони II степени.

Орденом Исмоили Сомони II степени награждаются:
- лица, занимающие государственные должности государственной власти, правовой статус которых определяется Конституцией Республики Таджикистан, конституционными и иными законами Республики Таджикистан;
- лица, занимающие главные и ведущие государственные должности государственной службы в Республике Таджикистан, которые, как правило, награждены орденом Ситораи Президенти Точикистон III степени или орденом Зарринточ III степени, или орденом Исмоили Сомони III степени;
- другие граждане Республики Таджикистан за новые заслуги, которые награждены орденом Ситораи Президенти Точикистон III степени или орденом Зарринточ III степени, или орденом Исмоили Сомони III степени.

Орденом Исмоили Сомони III степени награждаются:
— лица, занимающие ведущие государственные должности государственной службы в Республике Таджикистан;
— другие граждане Республики Таджикистан за новые заслуги, награждённые иными государственными наградами Республики Таджикистан.

## Степени
Орден Исмоили Сомони разделяется на три степени:
- I степень ордена Исмоили Сомони имеет знак и звезду. Знак носится на ленте через правое плечо и звезда ордена на левой стороне груди;
- II степень ордена Исмоили Сомони имеет знак, который носится:
  - лицами мужского пола на ленте на шее;
  - лицами женского пола — на банте из ленты на левой стороне груди;
- III степень ордена Исмоили Сомони имеет знак, который носится на левой стороне груди.